# Isobutylmethylether
Isobutylmethylether ist eine chemische Verbindung aus der Gruppe der Dialkylether. Die Verbindung liegt bei Raumtemperatur als Flüssigkeit vor.
Konstitutionsisomere der Verbindung sind sec-Butylmethylether, n-Butylmethylether und tert-Butylmethylether.